# Feings
|  | Per a altres significats, vegeu «Feings (Orne)». |

Feings és un municipi francès al departament del Loir i Cher i a la regió de Centre-Vall del Loira. L'any 2007 tenia 643 habitants.

## Demografia

### Població
El 2007 la població de fet de Feings era de 643 persones. Hi havia 248 famílies, de les quals 50 eren unipersonals (25 homes vivint sols i 25 dones vivint soles), 101 parelles sense fills, 93 parelles amb fills i 4 famílies monoparentals amb fills.
La població ha evolucionat segons el següent gràfic:

### Habitatges
El 2007 hi havia 296 habitatges, 252 eren l'habitatge principal de la família, 32 eren segones residències i 12 estaven desocupats. 281 eren cases i 3 eren apartaments. Dels 252 habitatges principals, 211 estaven ocupats pels seus propietaris, 37 estaven llogats i ocupats pels llogaters i 4 estaven cedits a títol gratuït; 6 tenien una cambra, 13 en tenien dues, 42 en tenien tres, 76 en tenien quatre i 115 en tenien cinc o més. 217 habitatges disposaven pel capbaix d'una plaça de pàrquing. A 104 habitatges hi havia un automòbil i a 131 n'hi havia dos o més.

### Piràmide de població
La piràmide de població per edats i sexe el 2009 era:
| Homes | Edats   | Dones |
| ----- | ------- | ----- |
| 0     | 95 o +  | 0     |
| 0     | 90 a 94 | 0     |
| 0     | 85 a 89 | 4     |
| 12    | 80 a 84 | 4     |
| 4     | 75 a 79 | 16    |
| 12    | 70 a 74 | 0     |
| 16    | 65 a 69 | 16    |
| 8     | 60 a 64 | 28    |
| 8     | 55 a 59 | 0     |
| 20    | 50 a 54 | 24    |
| 20    | 45 a 49 | 16    |
| 32    | 40 a 44 | 24    |
| 24    | 35 a 39 | 12    |
| 12    | 30 a 34 | 28    |
| 20    | 25 a 29 | 20    |
| 8     | 20 a 24 | 12    |
| 24    | 15 a 19 | 16    |
| 16    | 10 a 14 | 20    |
| 16    | 5 a 9   | 24    |
| 24    | 0 a 4   | 8     |

## Economia
El 2007 la població en edat de treballar era de 386 persones, 311 eren actives i 75 eren inactives. De les 311 persones actives 284 estaven ocupades (152 homes i 132 dones) i 26 estaven aturades (8 homes i 18 dones). De les 75 persones inactives 29 estaven jubilades, 23 estaven estudiant i 23 estaven classificades com a «altres inactius».

### Ingressos
El 2009 a Feings hi havia 259 unitats fiscals que integraven 685,5 persones, la mediana anual d'ingressos fiscals per persona era de 18.029 €.

### Activitats econòmiques
Dels 14 establiments que hi havia el 2007, 2 eren d'empreses de construcció, 1 d'una empresa de comerç i reparació d'automòbils, 2 d'empreses d'hostatgeria i restauració, 1 d'una empresa d'informació i comunicació, 3 d'empreses de serveis, 3 d'entitats de l'administració pública i 2 d'empreses classificades com a «altres activitats de serveis».
Dels 4 establiments de servei als particulars que hi havia el 2009, 1 era una fusteria, 2 restaurants i 1 saló de bellesa.
L'any 2000 a Feings hi havia 31 explotacions agrícoles que ocupaven un total de 612 hectàrees.

## Equipaments sanitaris i escolars
El 2009 hi havia una escola elemental integrada dins d'un grup escolar amb les comunes properes formant una escola dispersa.

## Poblacions properes
El següent diagrama mostra les poblacions més properes.